# حافظات عرض
حافظات العرض هو نوع من الحافظات يستخدم في حفظ الأوراق أو المستندات معًا بغرض التنظيم والحماية. وتتألف حافظات العرض عادةً من ورق من النوع الثقيل أو نوع آخر رقيق ولكنه متين، ومادة مطوية حتى نصفها بالإضافة إلى جيوب تستخدم في حفظ أوراق المستندات. وتشبه وظيفة حافظات العرض وظيفة حافظة الملفات، حيث تستخدم كلتاهما في الأغراض التنظيمية. وتتوفر هذه الحافظات إما بطبعات أو بدون، ومن الممكن استخدامها مع غيرها من الأدوات في عروض الأعمال التجارية التي تقدم للعملاء للمساعدة في عمليات البيع.

## استخدامات حافظات العرض
تتوفر حافظات العرض في العديد من التصاميم المختلفة لملاءمة مجموعة متنوعة من الأغراض. وقد تنتجها جميعها إحدى الشركات كشكل من أشكال التسويق لمنتج (اقتصاد) ما و/أو خدمة، ولكنها قد تفيد في غيرها من الوظائف أيضًا. ومن الأمثلة على ذلك عندما تطرح إحدى الشركات منتجًا جديدًا وترغب في أن تعرض على عملائها جميع فوائد هذا المنتج بطريقة منظمة، أو عند توزيع الحافظات المستخدمة لترتيب المستندات لتوزيعها على الوفود في أحد المؤتمرات.
بعض أنواع حافظات العرض:
- قياسية 9 بوصات x 12 بوصة مزودة بجيبين
- الحافظة ذات الطيات الثلاث أو الإطارات الثلاثة
- السعة (عادة تأتي بمشبك بحجم 1/4 بوصة ليتسع للمزيد)
- ذات المقبض (للاستخدام في تعليق الملفات أو دولاب الحفظ)
- منمنم أو صغير
- أخضر أو صديق للبيئة

## وصلات خارجية
- Folder Retailers
- Presentation Folder Sizes & Options